# Mikroregion Podchlumí
Mikroregion Podchlumí je svazek obcí (dle § 49 zákona č.128/2000 Sb. o obcích) v okresu Jičín, jeho sídlem je Ostroměř a jeho cílem je koordinování celkového rozvoje území mikroregionu na základě společné strategie, přímé provádění společných investičních akcí, společný postup při prosazování ekologické stability území a společná propagace mikroregionu v cestovním ruchu. Sdružuje celkem 27 obcí a byl založen v roce 1999.

## Obce sdružené v mikroregionu
- Bašnice
- Bílsko u Hořic
- Boháňka
- Bříšťany
- Butoves
- Dobrá Voda u Hořic
- Holovousy
- Chomutice
- Jeřice
- Konecchlumí
- Kovač
- Lískovice
- Milovice u Hořic
- Nevratice
- Ostroměř
- Petrovičky
- Podhorní Újezd a Vojice
- Rašín
- Sobčice
- Staré Smrkovice
- Sukorady
- Třebnouševes
- Třtěnice
- Volanice
- Vrbice
- Vysoké Veselí
- Žeretice